# Merionoeda acutipennis
Merionoeda acutipennis là một loài bọ cánh cứng trong họ Cerambycidae.